# Gorilla Zoe
Gorilla Zoe (uttalas [zəʊ] (Alonzo Mathis), är en amerikansk rappare och medlem i rapgruppen Boyz N Da Hood. Hans solodebutalbum Welcome to the Zoo kom ut 2007.

## Biografi
Gorilla Zoe ersatte Young Jeezy som medlem i Boyz n da Hood. Han hade sin första framgång i samarbeten med Yung Joc "Coffee Shop" och "Bottle Poppin '", som hamnade på flera Billboardlistor. Hans första soloalbum, Welcome to the Zoe, släpptes oktober 2007 och nådde # 18 på Billboard 200, # 8 på Top R & B / Hip-Hop Album, och # 3 på Top Rap Albums. Hans andra soloalbum, Don't Feed Da Animals, med singeln "Lost", släpptes den 17 mars 2009. Don't Feed Da Animals toppade Billboard Top Rap Albums Chart. Sedan följde "What It Is", med Rick Ross och Kollosus, och "Echo".

## Diskografi

### 28 Mixtapes in 28 Days
- Dag 1: Crack Addiction
- Dag 2: Diamonds, Dope & Dimez
- Dag 3: Zoe Montana
- Dag 4: Gorilla Woods
- Dag 5: Corporate Trappin ATM
- Dag 6: Planet of the Apes
- Dag 7: Zoebama for President
- Dag 8: You Dont Mess With the Zohan
- Dag 9: G4 Zoe: Male Gigolo
- Dag 10: Zoe Montana 2
- Dag 10.5: The Connect
- Dag 11: The Legend of Zoe-Ro
- Dag 12: I Am Gorilla
- Dag 13: Gorilla Ape Shit!
- Dag 14: Stupid Cupid Shawty
- Dag 15: Engraved in Stone
- Dag 16: Walkin Money Machine
- Dag 17: Gorilla Woods 2
- Dag 18: The Beast Within
- Dag 19: I'm Zoe Good
- Dag 20: Cartunez
- Dag 21: Futuristic Zoo
- Dag 22: Space Chimps
- Dag 23: Welcome 2 My Block
- Dag 24: The Book of Zoe
- Dag 25: The Greatest Zoe on Earth
- Dag 26: Shaquille Zoe'Neal
- Dag 27: The Mighty 'Zoe' Young
- Dag 28: 8 Track